# Kanton Sucumbíos
Der Kanton Sucumbíos, auch als Kanton Sucumbíos Alto bekannt, befindet sich in der Provinz Sucumbíos im Nordosten von Ecuador. Er besitzt eine Fläche von 1511 km². Im Jahr 2022 lag die Einwohnerzahl bei rund 3200. Verwaltungssitz des Kantons ist die Ortschaft La Bonita mit 550 Einwohnern (Stand 2010).

## Lage
Der Kanton Sucumbíos liegt im äußersten Nordwesten der Provinz Sucumbíos. Das Gebiet liegt an der Ostflanke der Cordillera Real in Höhen zwischen 600 m und 4000 m. Die beiden Quellflüsse des Río Aguarico, Río Chinguales und Río Cofanes, entwässern das Gebiet nach Südosten. Der Río Chinguales bildet in seinem oberen und mittleren Flussabschnitt die Grenze zum weiter östlich gelegenen Kolumbien. Die Fernstraße E10 (Tulcán–Nueva Loja) verläuft entlang der östlichen Kantonsgrenze.
Der Kanton Sucumbíos grenzt im Osten an Kolumbien, im äußersten Südosten an den Kanton Cascales, im Süden an den Kanton Gonzalo Pizarro, im Südwesten an den Kanton Pimampiro der Provinz Imbabura sowie im Westen und Norden an die Kantone Bolívar, Montúfar, San Pedro de Huaca und Tulcán, alle vier in der Provinz Carchi.

## Verwaltungsgliederung
Der Kanton Sucumbíos ist in die Parroquia urbana („städtisches Kirchspiel“)
- La Bonita

und in die Parroquias rurales („ländliches Kirchspiel“)
- El Playón de San Francisco
- La Sofía
- Rosa Florida
- Santa Bárbara

gegliedert.

## Geschichte
Der Kanton Sucumbíos wurde am 31. Oktober 1955 gegründet.
Entwicklung der Einwohnerzahl im Kanton Sucumbíos bei landesweiten Volkszählungen zum jeweiligen Gebietsstand:
| Jahr                    | Einwohner | +/-     |
| ----------------------- | --------- | ------- |
| 1950                    | 1.943     | –       |
| 1962                    | 3.006     | 54,7 %  |
| 1974                    | 3.509     | 16,7 %  |
| 1982                    | 5.465     | 55,7 %  |
| 1990                    | 2.441     | −55,3 % |
| 2001                    | 2.836     | 16,2 %  |
| 2010                    | 3.390     | 19,5 %  |
| 2022                    | 3.174     | −6,4 %  |
| Datenherkunft: Wikidata |           |         |